# Цветкова, Нина Ливерьевна
Ни́на Ливе́рьевна Цветко́ва (8 ноября 1932, Бологое — 13 июня 2010, Санкт-Петербург) — советский и российский карцинолог и гидробиолог, специалист по разноногим ракообразным (Amphipoda). Сотрудница лаборатории морских исследований Зоологического института АН СССР. Член международного общества карцинологов (1984).

## Биография
Родилась в 1932 году в Бологом в семье учителей средней школы Ливерия Александровича и Елизаветы Ивановны Цветковых. В 1934 году семья переехала из Бологого в Гатчину. Во время войны Цветковы были эвакуированы в Вологодскую область, вернулись в Гатчину в 1945 году. В 1950 году Нина Ливерьевна окончила школу и поступила на биолого-почвенный факультет Ленинградского государственного университета.
Со второго курса начала работать на кафедре ихтиологии и гидробиологии под руководством карцинолога Зинаиды Ивановны Кобяковой (1909—1988). В 1953 году прошла летнюю практику на Мурманской биологической станции в Дальних Зеленцах, исследуя влияние солёности на выживаемость разноногих раков. В 1954 году участвовала в экспедиции ПИНРО в Норвежское море, по материалам которой в 1955 году защитила дипломную работу по теме «Состав и распределение бентоса у северо-восточного побережья Исландии».
C 1955 года зачислена в штат отделения гидробиологии Зоологического института АН СССР в качестве временного лаборанта, где в дальнейшем работала в должности лаборанта (с 1957), младшего научного (1967) и старшего научного сотрудника (1985) до выхода на пенсию в декабре 1991 года. Кандидат биологических наук с декабря 1970 года (тема диссертации — «Бокоплавы родов Gammarus, Marinogammarus, Anisogammarus и Mesogammarus (Amphipoda, Gammaridae) северных и дальневосточных морей СССР и сопредельных вод»).
В 1960-х работала в экспедициях Зоологического института на Дальний Восток России (Курильские острова, залив Посьета) и Белое море, а также на Беломорской биологической станции «Мыс Картеш». Летом 1961 года участвовала во 2-й советско-вьетнамской экспедиции ТИНРО, где исследовала прибрежную фауну Тонкинского залива. Зимой 1965 года в составе Кубинской морской биологической экспедиции описывала фауну приливно-отливной зоны Кубы и острова Хувентуд (Пинос).

### Семья
Муж — Александр Николаевич Голиков (1931—2010), известный малаколог и гидробиолог, сотрудник Зоологического института АН СССР (РАН), заведующий лабораторией морских исследований. Сын — Алексей Александрович Голиков (1959—2017), сотрудник Зоологического института и специалист по разноногим ракам.

### Смерть
Умерла 13 июня 2010 года. Похоронена на Северном кладбище Санкт-Петербурга.

## Память
В честь Нины Ливерьевны Цветковой названы 6 видов разноногих и 1 вид равноногих ракообразных.

## Награды
- Медаль «В память 250-летия Ленинграда» (1957)
- Медаль Дружбы Демократической Республики Вьетнам (1961)
- Почётная грамота Президиума АН СССР (1974)